# Line-Item-Veto
Als Line-Item-Veto wird die Form eines Vetos bezeichnet, in dem nicht nur gegen ein ganzes Gesetz Widerspruch eingelegt werden kann, sondern auch gegen einzelne Teile.
Obwohl in präsidialen Regierungssystemen viele Staatsoberhäupter das Recht haben, gegen Gesetze ein Veto einzulegen, ist das Line-Item-Veto relativ wenig verbreitet. Die Präsidenten von Panama und Brasilien sind die einzigen Staatschefs mit dieser Befugnis. In den Vereinigten Staaten gibt es bereits sehr lange eine Diskussion um das Line-Item-Veto. Seit dem 19. Jahrhundert wurde es regelmäßig von verschiedenen amerikanischen Präsidenten gefordert, zuerst von Ulysses S. Grant 1876. Im Jahr 1996 gab der US-Kongress, während der Amtszeit von Bill Clinton, einem das Line-Item-Veto erlaubenden Gesetz statt. Allerdings erklärte der Oberste Gerichtshof der USA das Gesetz – und damit das Line-Item-Veto – im Jahr 1998 für verfassungswidrig. Auf Bundesebene wäre eine erneute Einführung eines Vetos gegen einzelne Gesetzesteile somit nur durch einen Verfassungszusatz möglich.
Praktische Bedeutung hat das Line-Item-Veto in den USA dennoch, da 43 der 50 Gouverneure der Bundesstaaten eine entsprechende Befugnis haben. Nur die Regierungschefs der Staaten Indiana, Maryland, Nevada, New Hampshire, North Carolina, Rhode Island und Vermont verfügen nicht über dieses Instrument. Relevanz hat der Widerspruch gegen einzelne Gesetzesabschnitte besonders bei der Verabschiedung des Staatshaushalts, wenn einzelne Ausgabenposten vom Gouverneur ausgeklammert werden können. Eine Reihe Bundesstaaten erlauben es dem Gouverneur auch, einzelne Mittel nicht nur rauszustreichen, sondern auch zu reduzieren. In diesem Fall spricht man von einem sogenannten Reduction Veto. Macht ein Gouverneur von seinem Recht auf ein Line-Item-Veto Gebrauch, können jedoch die Parlamente der Staaten dieses wie ein reguläres Veto zurückweisen. In einer Mehrzahl der Bundesstaaten ist hier eine Zweidrittelmehrheit in beiden Parlamentskammern erforderlich.